# Кані (Ґіфу)

35°25′33″ пн. ш. 137°3′40″ сх. д. / 35.42583° пн. ш. 137.06111° сх. д.
Ка́ні (яп. 可児市, かにし, МФА: [kaɲi ɕi̥]) — місто в Японії, в префектурі Ґіфу.

## Короткі відомості
Розташоване в південній частині префектури, в середній течії річки Кісо. Виникло на основі середньовічного маєтку роду Морі. В ранньому новому часі було прифортовим містечком. Отримало статус міста 1 квітня 1982 року. Основою економіки є машинобудування, виробництво кераміки, целюлозно-паперова промисловість, комерція. Станом на 1 квітня 2009 площа міста становила 87,60 км². 

## Демографія
За даними японського перепису населення, населення Кані нещодавно зупинилося після періоду стрімкого зростання. Станом на 1 липня 2011 населення міста становило 97 494 осіб.